# Асиф Чодри
Асиф Чодри (англ. Asif J. Chaudhry; род. 1956) — американский дипломат. Посол США в Молдавии (2008-2011).

## Биография
Родился в 1956 году в пакистанском городке Ниндовал. Затем, завершив образование в Университете Пенджаба и получив степень магистра наук, переехал в США, где обучался в Университете штата Вашингтон.

## Карьера
Начал свою карьеру в Государственном департаменте США в 1988 году в качестве экономиста по сельскому хозяйству, а в 1990 году стал сотрудником FSO. В 1990-х годах занимал должности в Польше и России, а затем стал министром-советником по вопросам сельского хозяйства в посольстве США в Каире, где он работал с 2002 по 2006 год. До своего назначения на пост посла был заместителем администратора Управления глобального развития.
В 2008 году Джордж Буш назначает Чодри на пост посла США в Молдове, где тот занимал с 2008 по 2011 год. Был награжден Орденом Почета в 2011 году незадолго до завершения своей миссии. С 2015 года занимает должность вице-президента по международным программам Университета штата Вашингтон.